# Pháo 6-inch/53-caliber
Pháo 6-inch/53-caliber là một kiểu hải pháo của Hải quân Hoa Kỳ. Chúng được lắp đặt trên một số tàu tuần dương hạng nhẹ và ba tàu ngầm vào những năm 1920.

## Mô tả
Thuật ngữ hải pháo Hoa Kỳ chỉ định quả đạn pháo có đường kính 6 in (150 mm), và nòng pháo dài 53 caliber (6 inch x 53 = 318 inch). Khẩu pháo có cấu tạo khối khóa nòng Welin với cơ cấu đóng mở Smith-Asbury, nặng khoảng 10 tấn, sử dụng bao lụa để chứa 44 lb (20 kg) thuốc súng không khói, bắn đạn pháo nặng 105 lb (48 kg) đạt được vận tốc đầu nòng 3.000 ft/s (910 m/s). Các phiên bản ban đầu có cấu trúc từ các thành phần được lắp ghép; nhưng phiên bản Mark 14 có cấu trúc nguyên khối. Tuổi thọ của nòng pháo được ước lượng khoảng 700 lượt bắn với liều thuốc phóng toàn phần.

## Tháp pháo ụ Mark 13
Những khẩu pháo này được trang bị như dàn pháo chính cho lớp tàu tuần dương hạng nhẹ Omaha, và dự định sẽ là dàn pháo hạng hai trên các lớp tàu chiến-tuần dương Lexington và lớp thiết giáp hạm South Dakota bị hủy bỏ. Tầm bắn tối đa của phiên bản này là 21.000 yd (19.200 m) ở góc nâng tối đa 20 độ.

## Tháp pháo Mark 16
Tháp pháo hai nòng này là một thiết kế cải tiến nhằm cải thiện tầm xa và góc bắn qua mạn trên những chiếc Omaha. Tầm bắn tối đa được tăng lên 25.300 yd (23.130 m) ở góc nâng 30 độ.

## Bệ pháo mở Mark 17
Các bệ pháo mở nòng đơn này được bố trí phía trước và phía sau tháp chỉ huy của các tàu ngầm USS Argonaut (SM-1), USS Narwhal (SS-167) và USS Nautilus (SS-168). Tầm bắn tối đa của phiên bản này là 23.300 yd (21.310 m) ở góc nâng tối đa 25 độ.

## Những mẫu còn lại
Hai khẩu được tháo dỡ từ tàu ngầm Narwhal đang được bảo tồn tại Căn cứ Tàu ngầm Hải quân New London ở Groton, Connecticut. Con tàu đã hiện diện tại Trân Châu Cảng vào đúng ngày 7 tháng 12 năm 1941, và các khẩu pháo này rất có thể đang ở trên tàu vào lúc xảy ra cuộc tấn công lịch sử.

### Vũ khí có mục đích, tính năng và thời đại tương đương
- BL 6 inch Mk XXII: Hải pháo tương tự của Anh trang bị trên thiết giáp hạm
- Hải pháo Ý 152 mm /53 Kiểu 1926 và 1929: Hải pháo tương đương của Ý